# Коллин, Генрих Иосиф
Генрих Иосиф Коллин (нем. Heinrich Joseph von Collin; 26 декабря 1772, Вена — 28 июля 1811, Вена) — австрийский драматург и поэт. Брат Матфея Коллина.

## Биография
Разрабатывал преимущественно античные сюжеты. Известны его трагедии «Regulus», «Coriolan», «Bianca della Porta», «Horatier und Curiatier» и др. Среди его поэм лучшая «Kaiser Albrechts Hund». Вместе с братом Коллин написал ораторию: «Die Befreiung v. Wien».